# Çukurbağ, Niğde
Çukurbağ là một xã thuộc huyện Çamardı, tỉnh Niğde, Thổ Nhĩ Kỳ. Dân số thời điểm năm 2011 là 726 người.